# Коледно примирие
Коледното примирие (на немски: Weihnachtsfrieden; на английски: Christmas truce; на френски: Trêve de Noël) е поредица от широко разпространени, но неофициални прекратявания на огъня на Западния фронт по Коледа 1914 г. В седмицата преди Коледа германски и британски войници прекосяват окопите, за да разменят коледни поздрави и да поговорят. В някои райони мъже и от двете страни отиват в ничия земя на Бъдни вечер и Коледа, за да се срещнат и да разменят храна и сувенири. Има общи погребения и размяна на пленници, като няколко срещи завършват с пеене на коледни песни. Мъжете играят и футбол, което дава един от най-трайните образи на примирието.